# Torneio Guerrero de Los Andes
o 1º Torneio Guerrero de los Andes foi um torneio de futebol americano, organizado pela UIDFAL sendo a primeiro Copa América de Futebol Americano,  disputado na cidade de Callao, Peru, entre os dias 5 e 7 de dezembro de 2014. O Corinthians Steamrollers se sagrou campeão.

## Equipes
- Águilas
- Corinthians Steamrollers
- México
- Titanes
- Yaks

## Tabela
| 5 de dezembro | Águilas | 6 - 16 | Titanes | Callao |
|               |         |        |         |        |

| 5 de dezembro | México | 22 - 0 | Yaks | Callao |
|               |        |        |      |        |

| 5 de dezembro | Corinthians | 24 - 0 | Titanes | Callao |
|               |             |        |         |        |

| 6 de dezembro | Corinthians | 28 - 0 | Águilas | Callao |
|               |             |        |         |        |

| 6 de dezembro | Yaks | 7 - 13 | Titanes | Callao |
|               |      |        |         |        |

| 6 de dezembro | México | 38 - 14 | Águilas | Callao |
|               |        |         |         |        |

| 6 de dezembro | Corinthians | 26 - 0 | Yaks | Callao |
|               |             |        |      |        |

| 7 de dezembro | México | 33 - 14 | Titanes | Callao |
|               |        |         |         |        |

| 7 de dezembro | Yaks | 6 - 0 | Águilas | Callao |
|               |      |       |         |        |

| 7 de dezembro | Corinthians | 7 - 0 | México | Callao |
|               |             |       |        |        |

## Campeão
| Campeão Guerrero de los Andes 2014 Torneio Guerrero de Los Andes |
| ---------------------------------------------------------------- |
| Corinthians Steamrollers Campeão (1º título)                     |